# Tánger portugués
Tánger portugués ( en árabe: طنجة البرتغالية‎ ; en portugués: Tânger Portuguesa ) cubre el período de dominio portugués sobre Tánger, hoy ciudad de Marruecos . El territorio estuvo gobernado por el Reino de Portugal desde 1471 hasta 1661.

## Historia

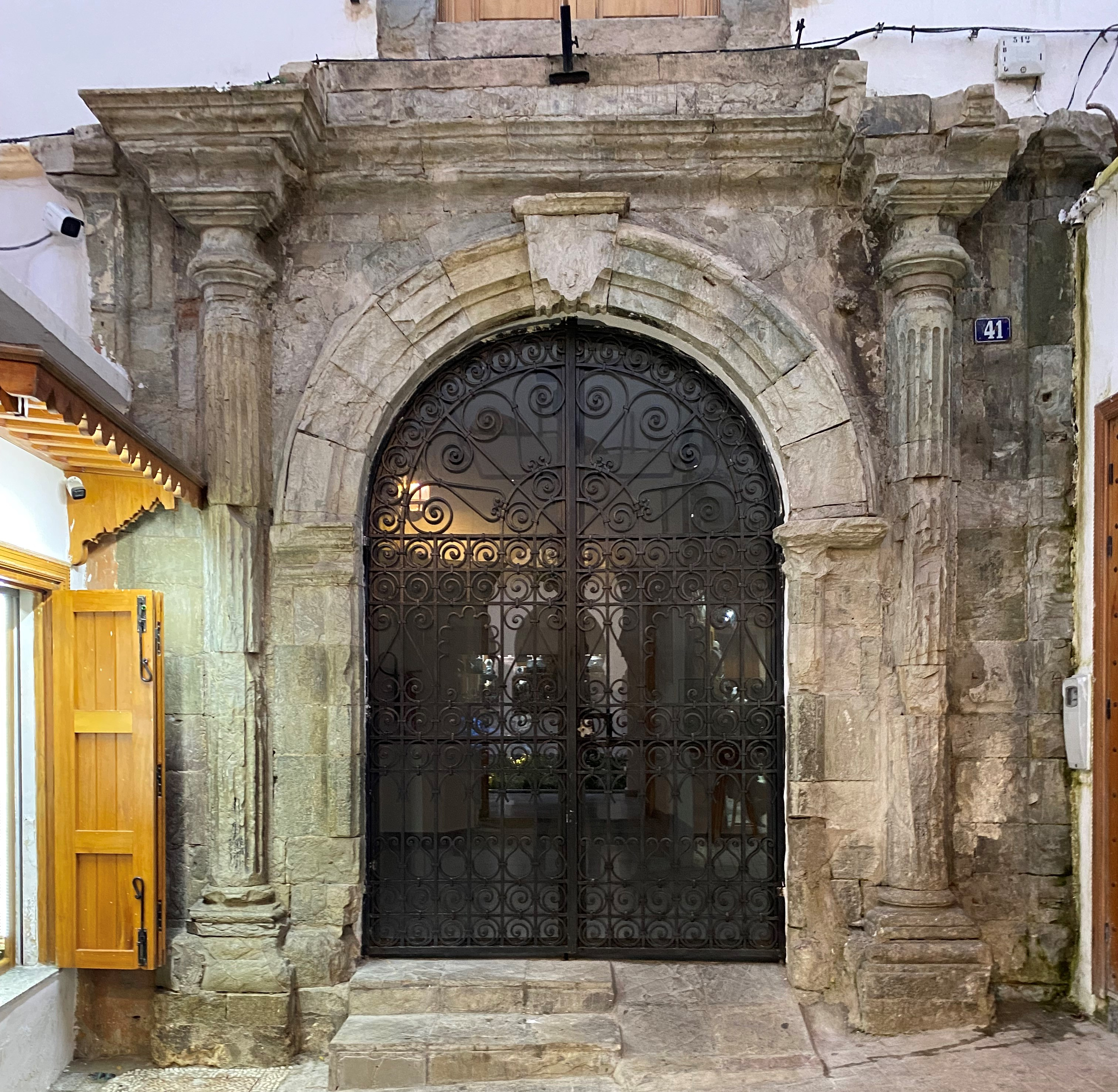
Portal de la época portuguesa de Dar Niaba en la medina de Tánger (o)

Después de que los portugueses iniciaran su expansión tomando Ceuta en represalia por su piratería en 1415, Tánger se convirtió en un objetivo importante.  Portugal intentó capturar Tánger en 1437, 1458 y 1464, pero sólo lo logró el 28 de agosto de 1471, después de que su población abandonara la ciudad tras la Conquista portuguesa de Arcila . [3] 
Desde Arcila, el rey Alfonso V envió al marqués de Montemor, Dom João, delante de un gran destacamento de tropas para tomar posesión de Tánger, y nombró como primer capitán a Rodrigo Afonso de Melo, que asumió el cargo con una guarnición después de que el marqués se hubiera marchado con el resto de sus tropas.  La guarnición original de Tánger en 1471 contaba con 40 jinetes; 470 infantes, de los cuales 130 eran ballesteros; 10 artilleros, 6 exploradores. 
Se pensó que Tánger era demasiado grande para que los portugueses la defendieran efectivamente, por lo que el rey Alfonso V ordenó demoler tres cuartas partes de la ciudad y restringir las murallas a la parte restante.
Como en Ceuta, convirtieron su mezquita principal en la catedral de la ciudad; fue embellecido aún más por varias obras de restauración. Además de la catedral, los portugueses levantaron casas de estilo europeo y capillas y monasterios franciscanos y dominicos . 

### Asedio de Tánger, 1501
En 1501, el sultán de Fez reunió un ejército de 12.000 hombres para atacar Tánger. El capitán de Tánger, Don Rodrigo de Castro, fue advertido del inminente ataque poco antes de que el ejército de Fez llegara a las proximidades de la ciudad por un perro mensajero que había llegado desde la Arcila portuguesa con un mensaje colgado al cuello. Don Rodrigo preparó la guarnición, hizo una salida para cubrir la retirada de los agricultores y del ganado que aún estaban fuera de las murallas, y después de ser herido en la cara y perder 9 hombres, incluido su hijo, se retiró detrás de las murallas de la ciudad. Después de luchar en la puerta, el sultán se retiró con su ejército cuatro días después para atacar Arcila. 

### Historia posterior

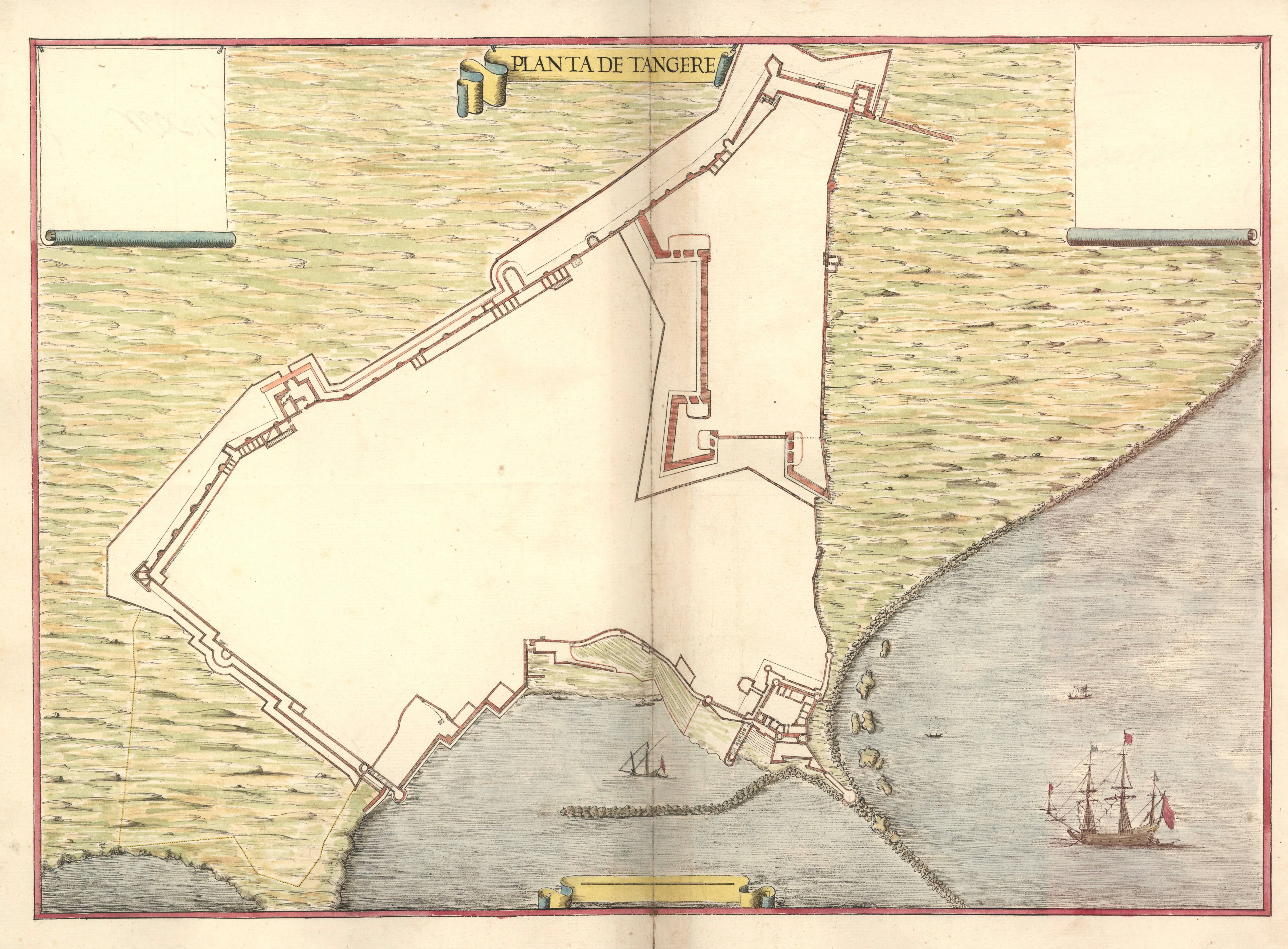
Plano de Leonardo de Ferrari de las fortificaciones portuguesas en Tánger, c. 1655.

Los Wattásidas asaltaron Tánger en 1508, 1511 y 1515 pero sin éxito.
En 1508, el futuro portugués de la India Duarte de Menezes sucedió a su padre como capitán de Tánger, función que ya venía desempeñando efectivamente en nombre de su padre desde 1507.  Se ganó una formidable reputación como líder militar en numerosos enfrentamientos en los alrededores de Tánger. 
El sultán de Fez Abu Abd Allah al-Burtuqali Muhammad ibn Muhammad sitió Tánger en 1511.  Logró derribar parte de un baluarte y romper el perímetro defensivo, pero fueron obligados a retroceder por una fuerza bajo el mando de Dom Duarte de Meneses.  Después de intentar asaltar la ciudad nuevamente al día siguiente, a los marroquíes se les impidió una vez más avanzar en el combate de la ciudad, y el sultán levantó el asedio poco después. 
El 4 de abril de 1512, el qaid de Chauen Ali Ibn Rashid al-Alam ( Barraxa en portugués) y el qaid de Tetuán Cid Almandri II ( Almandarim en portugués) devastaron la región y los pueblos alrededor de Tánger con 800 caballos, sin embargo fueron atacados por 200 de a caballo y 200 de a pie de la guarnición de Tánger al mando de Duarte de Meneses y derrotados, habiendo capturado los portugueses un abundante botín.  "
Un incidente tuvo lugar en Tánger la noche del 16 de septiembre de 1533: después de que Dom Álvaro de Abranches hubiera entregado la capitanía a Gonçalo Mendes Sacoto y se dispusiera a embarcarse de regreso a Portugal, dos marroquíes lograron escalar la muralla con una escalera sin ser detectados por el Puerta de Traição, y aunque finalmente sonó la alarma, hirieron con una lanza al hijo de Dom Álvaro Dom Jorge, a Domingues Gonçalves con dos puñaladas y se llevaron a un africano que capturaron. 
En 1532, el rey Juan III ya había expresado al Papa su intención de retirarse de algunas fortalezas de Marruecos, sin embargo, cuando pidió la opinión de los grandes de Portugal al respecto en 1534, declaró su deseo de mantener Tánger. Las Cortes portuguesas que se reunieron entre 1562 y 1563 después del Gran Asedio de Mazagán insistieron en que el rey mantuviera Tánger y fortaleciera su guarnición.  
El rey Sebastián entró en Tánger el 6 de julio de 1578, con una flota de 50 buques de guerra y 900 transportes que transportaban un ejército de más de 15.000 hombres, y mientras allí se encontraba con el ex sultán de Marruecos Abu Abdallah Mohammed II Saadi, que había apelado a Sebastián para Ayuda a recuperar su trono tras haber sido depuesto por su tío Abu Marwan Abd al-Malik I Saadi .  Sebastián luego trasladó su ejército a Arcila, y desde allí marchó hacia la fatal batalla de Alcazarquivir, donde los portugueses fueron derrotados pero los tres monarcas perecieron en la acción. 
El mandato de Jorge de Mendonça, último capitán de Tánger nombrado por la Corona portuguesa ante la Unión Ibérica, estuvo marcado por las penurias en la ciudad. La guarnición había perdido a la mayoría de sus jinetes y soldados veteranos en la batalla de Alcazarquivir, y faltaba comida, lo que provocó que muchos murieran de hambre, mientras que el mal tiempo impidió a su sucesor llegar a la ciudad con refuerzos durante meses. 
En 1580, pasó junto con el resto de los dominios de Portugal al control de los Habsburgo como parte de la Unión Ibérica, pero mantuvo su guarnición y administración estrictamente portuguesas.
En 1661, Tánger fue entregada a Inglaterra como dote de Carlos II de Inglaterra cuando éste se casó con Catalina de Braganza, junto con la isla de Bombay y 800.000 libras esterlinas. 

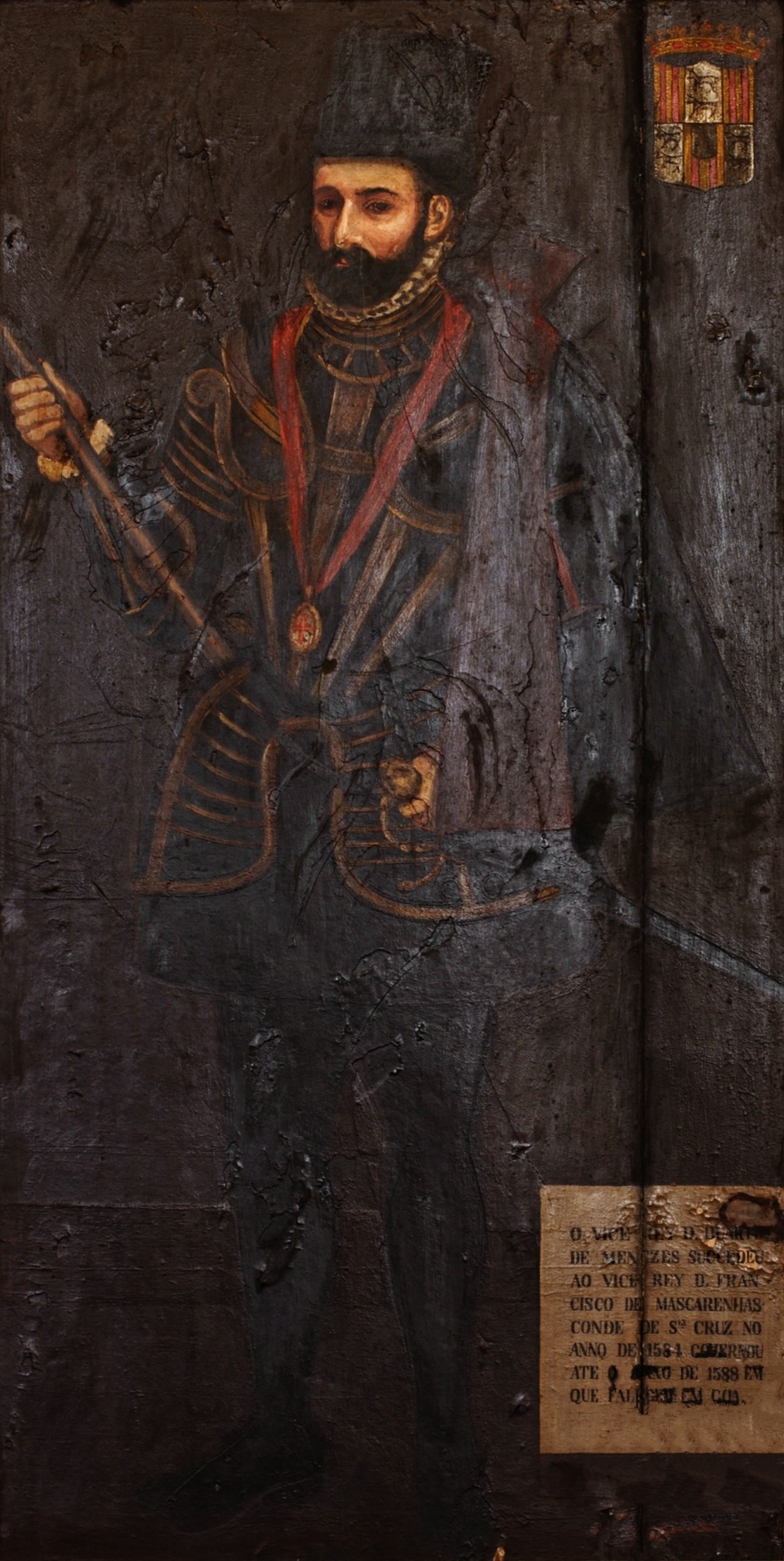
Dom Duarte de Meneses como Virrey de la India.

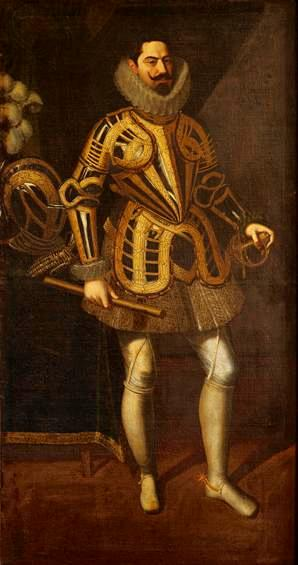
Aires de Saldaña.